# European Nations Cup Derde Divisie 2014/16
De European Nations Cup Derde Divisie is het vierde niveau van de rugby union in Europa in het kampioenschap 2014/16.
Griekenland degradeerde in 2012/14 vanaf de Tweede Divisie naar de Derde Divisie. Wit-Rusland, Estland en Montenegro debuteerden dit jaar in de European Nations Cup. Bulgarije speelde het jaar ervoor ook al in de Derde Divisie. Azerbeidzjan besloot zich terug te trekken uit de European Nations Cup.
Wit-Rusland speelde zijn eerste internationale rugbyunionwedstrijd tegen Estland in een play-off om een plaats in de halve finale om het Derde Divisie-kampioenschap.
Griekenland trok zich voor het toernooi terug uit de European Nations Cup en werd vervangen door het Montenegrijns President's XV-team.
Het beste team van de kampioenschappen 2014/15 en 2015/16 promoveerde naar de Divisie 2D in 2016/18.

## 2014-15

### Kwalificatie-play-off
|  | 4 oktober 2014 | Estland | 59 – 12 | Wit-Rusland | Kalevi Keskstaadion, Tallinn                       |  |
|  | 14:00          | Try: Luke Veebel 3 (4'c, 26'c, 61'c), Jaan Lorens 2 (20', 23'c), Roland Kalso (35'), Marten Martinson (53'c), Mark Zuhhovitski (66'c), Maati Pallas (78'c) Con: David-Sandro Dzidzadze 6, Marten Martinson | verslag | Try: Ilya Shuhayeu (32'), · Aliaksandr Varabei (80'c) · Con: Dzmitry Shabetsko · Kaarten: Aliaksandr Varabei 55' tot 65', · Artur Zharkevich 59' tot 69' | Toeschouwers: 100 Scheidsrechter: Alexei Bryzgalin |  |

### Finales
Oorspronkelijk was de loting voor de eerste wedstrijd Griekenland tegen Slowakije en de andere wedstrijd Montenegro tegen Estland. Nadat Griekenland zich had teruggetrokken, werd de vrijgekomen plaats ingenomen door de President's XV.
|  | Halve finale  | Halve finale  |   |               | Finale        | Finale |
|  |               |               |   |               |               |        |
|  | 11 april 2015 |               |   |               |               |        |
|  | President XV  | 0             |   |               |               |        |
|  | Slowakije     | 82            |   |               |               |        |
|  |               |               |   |               |               |        |
|  |               |               |   |               | 14 april 2015 |        |
|  |               |               |   |               | Slowakije     | 31     |
|  |               | Montenegro    | 3 |               |               |        |
|  |               |               |   |               |               |        |
|  |               |               |   |               | Troostfinale  |        |
|  | 11 april 2015 | 11 april 2015 |   | 14 april 2015 | 14 april 2015 |        |
|  | Montenegro    | 29            |   | President XV  | 0             |        |
|  | Estland       | 27            |   |               | Estland       | 106    |

#### Halve finales
|  | 11 april 2015 | President XV                                               | 0-82    | Slowakije | Bar                                                           |  |
|  |               | Kaarten: Bodizar Jonanovic 39' tot 49', · Nikola Jocic 65' | verslag | Try: Patrick Polenda (3'), Jan Szkely (7'c), Pavel Kozubik (12'), Nicolas Douezi 2 (21'c, 75'), Martin Mihalik (25'c), Petr Kalina (32'c), Sebastian Nase (46'), Tomas Zelinksky (49'), Daniel Puha (54'), Sam Morgan (65'), Michal Mihalik (67'), Theo Fouillade (69'c), Jan Jung (80'c) Con: Daniel Puha 6 | Toeschouwers: 150 Scheidsrechter: Killian O'Brien Anatol Tipa |  |

|  | 11 april 2015 | Montenegro | 29-27   | Estland | Bar                                                              |  |
|  |               | Try: Dusan Vucicevic (30'c), · Aleksandr Milosavijevic (44'), · Marko Andric (47'c), · Marko Novakovic (74'c) · Con: Srdjan Popovic 3 · Pen: Srdjan Popovic (24') · Kaarten: Nikola Vuletic 80' tot 80' | verslag | Try: Marten Martinson 2 (8', 20'), Luke Veebel (51'), Kullar Veersalu (54'), Mark Zuhhovitski (58'c) Con: Marten Martinson | Toeschouwers: 250 Scheidsrechter: Nika Amashukeli Shota Tevzadze |  |

#### Troostfinale
|  | 14 april 2015 | President XV                    | 0-106   | Estland | Bar                             |  |
|  |               | Kaarten: Vuk Radulj 48' tot 58' | verslag | Try: Kimmo Kokemagi (1') Luke Veebel (3', 14', 27', 50', 80') Jaan Lorens (9') Marten Martinson (12') Mark Zuhhovitski (16') Kullar Veersalu (20', 25', 53') Aivar Lohmus (36', 72') Kristjan Kotkas (42', 61') Taavi Ermel (46') Andre Astre (63') Con: Kullar Veersalu 4 Marten Martinson 4 | Scheidsrechter: Killian O'Brien |  |

#### Finale
| 14 april 2015 | Montenegro | 3-31 | Slowakije | Bar Scheidsrechter: Shota Tevzadze |
| 14 april 2015 | verslag    |      |           | Bar Scheidsrechter: Shota Tevzadze |

## 2015/16
Dit jaar won Estland.
|  | Halve finale | Halve finale |    |            | Finale       | Finale |
|  |              |              |    |            |              |        |
|  | 18 mei 2016  |              |    |            |              |        |
|  | Slowakije    | 29           |    |            |              |        |
|  | Wit-Rusland  | 17           |    |            |              |        |
|  |              |              |    |            |              |        |
|  |              |              |    |            | 21 mei 2016  |        |
|  |              |              |    |            | Slowakije    | 29     |
|  |              | Estland      | 36 |            |              |        |
|  |              |              |    |            |              |        |
|  |              |              |    |            | Troostfinale |        |
|  | 18 mei 2016  | 18 mei 2016  |    | 21 2016    | 21 2016      |        |
|  | Estland      | 16           |    | Montenegro | 19           |        |
|  | Montenegro   | 13           |    |            | Wit-Rusland  | 45     |